# NGC 57
NGC 57 (ook wel PGC 1037, UGC 145, MCG 3-1-31 of ZWG 456.46) is een elliptisch sterrenstelsel in het sterrenbeeld Vissen.
NGC 57 werd op 8 oktober 1784 ontdekt door de Britse astronoom William Herschel.